# Numerele de înmatriculare auto în Cipru

Numerele de înmatriculare în Cipru

Numerele de înmatriculare în Cipru sunt alcătuite din 3 litere și 3 cifre.